# Kollafjörður (Faxaflói)
Kollafjörður (Faxaflói) (in lingua islandese: Fiordo di Kolli) è un fiordo situato nel settore sudoccidentale dell'Islanda.

## Descrizione
Il Kollafjörður rappresenta il ramo sudorientale dell'ampia baia di Faxaflói. Sul fiordo si trova la penisola dove è situata la capitale Reykjavík e il monte Esjan, che domina la baia. È largo 9 km all'imboccatura e penetra per 13 km nell'entroterra.
Si estende dalla penisola di Kjalarnes, fino allo sbocco del Hvalfjörður a Nord e dello Skerjafjörður a sud. Il fiordo si suddivide in diverse baie o diramazioni più piccole, tra cui Leiruvogur, Djúpavík e Hofsvík. Nella costa ci sono le penisole Seltjarnarnes, Geldinganes, Álfsnes, Brimnes e Kjalarnes.
Le alture che circondano il fiordo raggiungono un'altezza di 200–300 m sul livello del mare.

## Insediamenti
La costa meridionale del fiordo è densamente popolata, con la capitale del paese Reykjavík e la città di Seltjarnarnes. La città di Mosfellsbær si trova all'estremità orientale. Altri insediamento sono a Leirvogur, sulla sponda orientale e Elliðavogur su quella meridionale. Sulla costa settentrionale, il villaggio meno popolato è Grundarhverfi.
Le coste nord e sud (a parte la penisola di Seltjarnarnes, che fa parte del comune di Seltjarnarnes), appartengono amministrativamente alla regione della capitale Reykjavík. Solo una piccola parte della costa orientale appartiene al comune Mosfellsbær.

## Isole
Nella parte meridionale del fiordo ci sono diversi isolotti, un tempo abitati, ma oggi per lo più deserti; le isole più importanti sono: Viðey, Lundey, Akurey, Engey e Þerney.
Viðey è la più grande, con una superficie di 1,7 chilometri quadrati. Lundey è disabitata.

## Denominazione
In Islanda ci sono altri due fiordi chiamati Kollafjörður: Kollafjörður (Strandasýsla), situato nella parte orientale della regione dei Vestfirðir, i fiordi occidentali, e Kollafjörður (Breiðafjörður), nella parte meridionale dei fiordi occidentali.

## Vie di comunicazione
La strada 68 Innstrandavegur corre lungo le sue sponde. Dal punto di vista amministrativo, appartiene al comune di Strandabyggð.